# Бол, Бол
Бол Ману́те Бол (англ. Bol Manute Bol; род. 16 ноября 1999 года в Хартуме, Судан) — американский и южно-суданский профессиональный баскетболист суданского происхождения, выступающий в НБА за клуб «Финикс Санз». На студенческом уровне играл за команду Орегонского университета «Орегон Дакс». На драфте НБА 2019 года был выбран во втором раунде под общим сорок четвёртым номером командой «Майами Хит». Играет на позиции центрового. Является сыном известного баскетболиста Мануте Бола.

## Ранние годы
Бол Бол родился в Хартуме, Судан, однако уже в детстве переехал в Канзас, США. В старшей школе считался одним из лучших игроков своего класса в 2018 году, в итоге скауты поставили ему пять звёзд в рейтинге игроков, а также Бол был выбран для участия в матчах McDonald's All-American и Nike Hoop Summit. С самого начала выступает на позиции центрового. Карьера в старшей школе началась в Северо-восточной школе Блю Уэлли, где он выступал в качестве игрока скамейки. После того, как Бол перешёл в старшую школу Бишоп Мьедж в середине сезоне, он оставался игроком скамейки из-за правил переходов. На втором году обучения стал игроком стартового состава. На втором году обучения перешёл в старшую школу Матер Дей (Санта-Ана, Калифорния), получив высокое признание от скаутов. На последнем году обучения играл за Финдэёл Преп в Хендерсоне, штат Невада. На международном уровне представлял команду США, однако не выступал на турнирах ФИБА.

## Профессиональная карьера
Переживая последствия травмы Бол в январе 2019 года объявил о том, что примет участие в драфте 2019 года. Последствия травмы сказались на его пике. Предполагалось, что он будет выбран в первом раунде, однако игрок в итоге был выбран во второй половине второго раунда под общим 44-м номером командой «Майами Хит», а затем обменян в команду «Денвер Наггетс».
6 сентября 2019 года Бол подписал двусторонний контракт с «Наггетс», но начал играть за «Винди-Сити Буллз» в Джи-Лиге НБА. Свой первый дабл-дабл в Джи-Лиге НБА он сделал 20 ноября, записав на свой счет 16 очков, 11 подборов и два блока в победе над «Форт-Уэйн Мэд Антс». 24 ноября «Наггетс» отозвали Бола из «Винди-Сити Буллз».
Бол дебютировал в НБА 1 августа 2020 года, набрав 5 очков и сделав 4 подбора за 11 минут игры в матче с «Майами Хит».

### Орландо Мэджик (2022—2023)
10 января 2022 года Бол был обменян в «Детройт Пистонс» на Родни Макгрудера и выбор второго раунда драфта 2022 года от «Бруклин Нетс». Обмен был аннулирован 13 января, после того как Бол провалил экзамен по физической подготовке. 18 января Бол перенес операцию на правой ноге и выбыл на неопределенный срок.
19 января 2022 года Бол и Пи Джей Дозьер были обменяны в «Бостон Селтикс» в рамках сделки с участием «Сан-Антонио Сперс», в результате которой Хуан Эрнангомез перешел в «Сперс», а Брин Форбс - в «Наггетс». 10 февраля 2022 года Бол и Дозьер были обменяны в «Орландо Мэджик» вместе с будущим драфт-пиком второго раунда и денежной компенсацией на защищенный драфт-пик второго раунда 2023 года. 15 марта стало известно, что Бол выбыл до конца сезона.
7 июля 2022 года Бол продлил контракт с «Мэджик».
16 ноября 2022 года Бол набрал максимальные за карьеру 26 очков, 12 подборов и три блока в матче против «Миннесоты Тимбервулвз».
4 июля 2023 года Бол был отчислен «Мэджик».

### Финикс Санз (2023—настоящее время)
18 июля 2023 года «Финикс Санз» подписал с Болом однолетний контракт. 1 января 2024 года Бол Бол записал на свой счет лучшую игру в сезоне, набрав 11 очков и 9 подборов за 20 минут игры в победе над «Портленд Трэйл Блэйзерс» со счетом 109-88. До этого он сыграл всего 19 минут в 8 матчах за «Финикс». 23 февраля 2024 года Бол провел свою лучшую игру в сезоне в составе «Санз», набрав 25 очков и 14 подборов, выйдя со скамейки запасных в поражении от «Хьюстон Рокетс» со счетом 110-114. 7 июля он переподписал контракт с «Санз».

## Карьера в национальной сборной
После участия в тренировочном лагере Бол стал финалистом отбора в сборную США на чемпионат мира по баскетболу 2017 года среди игроков до 19 лет.Однако позже он был исключен из состава команды главным тренером Джоном Калипари.
В апреле 2018 года Бол привлек к себе внимание на Nike Hoop Summit, играя за юниорскую сборную США. Он набрал 20 очков, 9 подборов, 6 передач и 5 перехватов в поражении от команды сборной мира, состоящей из иностранных игроков, играющих в баскетбол в средней школе США.
В июне 2024 года Бол вошел в число пятидесяти игроков, предварительно отобранных в сборную Южного Судана, которая будет участвовать в летних Олимпийских играх 2024 года. 19 июля 2024 года было объявлено, что Бол исключен из числа участников Олимпиады по нераскрытым личным причинам.

## Личная жизнь
Отец Бола, Мануте Бол официально считается вторым самым высоким игроком, выступавшим в НБА. В 2010 году Мануте Бол умер от нефропатии, которая была усугублена последствиями многолетнего заболевания кожи, синдрома Стивенса-Джонсона. У Бола пять братьев и сестёр, в том числе Мадут, который выступал на уровне колледжей в США за «Саутерн Ягуарс» и выпустился в 2013 году, а также шесть сводных братьев и сестёр.

## Статистика

### Статистика в НБА
| Сезон                                                                                    | Команда | Регулярный сезон | Регулярный сезон | Регулярный сезон | Регулярный сезон | Регулярный сезон | Регулярный сезон | Регулярный сезон | Регулярный сезон | Регулярный сезон | Регулярный сезон | Регулярный сезон | Серия плей-офф | Серия плей-офф | Серия плей-офф | Серия плей-офф | Серия плей-офф | Серия плей-офф | Серия плей-офф | Серия плей-офф | Серия плей-офф | Серия плей-офф | Серия плей-офф |
| Сезон                                                                                    | Команда | GP               | GS               | MPG              | FG%              | 3P%              | FT%              | RPG              | APG              | SPG              | BPG              | PPG              | GP             | GS             | MPG            | FG%            | 3P%            | FT%            | RPG            | APG            | SPG            | BPG            | PPG            |
| ---------------------------------------------------------------------------------------- | ------- | ---------------- | ---------------- | ---------------- | ---------------- | ---------------- | ---------------- | ---------------- | ---------------- | ---------------- | ---------------- | ---------------- | -------------- | -------------- | -------------- | -------------- | -------------- | -------------- | -------------- | -------------- | -------------- | -------------- | -------------- |
| 2019/20                                                                                  | Денвер  | 7                | 0                | 12,4             | 50,0             | 44,4             | 80,0             | 2,7              | 0,9              | 0,3              | 0,9              | 5,7              | 4              | 0              | 5,4            | 55,6           | 66,7           | 87,5           | 1,3            | 0,0            | 0,5            | 0,5            | 4,8            |
| 2020/21                                                                                  | Денвер  | 32               | 2                | 5,0              | 43,1             | 37,5             | 66,7             | 0,8              | 0,2              | 0,1              | 0,3              | 2,2              | 3              | 0              | 2,0            | 0,0            | 0,0            | -              | 0,3            | 0,7            | 0,0            | 0,0            | 0,0            |
| 2021/22                                                                                  | Денвер  | 14               | 0                | 5,8              | 55,6             | 25,0             | 40,0             | 1,4              | 0,4              | 0,1              | 0,1              | 2,4              | Не участвовал  | Не участвовал  | Не участвовал  | Не участвовал  | Не участвовал  | Не участвовал  | Не участвовал  | Не участвовал  | Не участвовал  | Не участвовал  | Не участвовал  |
| 2022/23                                                                                  | Орландо | 70               | 33               | 21,5             | 54,6             | 26,5             | 75,9             | 5,8              | 1,0              | 0,4              | 1,2              | 9,1              | Не участвовал  | Не участвовал  | Не участвовал  | Не участвовал  | Не участвовал  | Не участвовал  | Не участвовал  | Не участвовал  | Не участвовал  | Не участвовал  | Не участвовал  |
|                                                                                          | Всего   | 123              | 35               | 14,9             | 53,3             | 29,3             | 73,9             | 3,8              | 0,7              | 0,3              | 0,8              | 6,3              | 7              | 0              | 3,9            | 50,0           | 50,0           | 87,5           | 0,9            | 0,3            | 0,3            | 0,3            | 2,7            |
| Наведите курсор мыши на аббревиатуры в заголовке таблицы, чтобы прочесть их расшифровку. |         |                  |                  |                  |                  |                  |                  |                  |                  |                  |                  |                  |                |                |                |                |                |                |                |                |                |                |                |

### Статистика в колледже
| Сезон                                                                                   | Команда | GP | GS | MPG  | FG%  | 3P%  | FT%  | RPG | APG | SPG | BPG | PPG  |  |
| --------------------------------------------------------------------------------------- | ------- | -- | -- | ---- | ---- | ---- | ---- | --- | --- | --- | --- | ---- |  |
| 2018/19                                                                                 | Орегон  | 9  | 9  | 29,8 | 56,1 | 52,0 | 75,7 | 9,6 | 1,0 | 0,8 | 2,7 | 21,0 |  |
|                                                                                         | Всего   | 9  | 9  | 29,8 | 56,1 | 52,0 | 75,7 | 9,6 | 1,0 | 0,8 | 2,7 | 21,0 |  |
| Наведите курсор мыши на аббревиатуры в заголовке таблицы, чтобы прочесть их расшифровку |         |    |    |      |      |      |      |     |     |     |     |      |  |